# Lenđerovina
Lenđerovina je naseljeno mjesto u općini Bugojno, Federacija Bosne i Hercegovine, BiH.

## Povijest
Selo je stradalo u bošnjačko-hrvatskom sukobu. Nakon bitke za Bugojno, dio Lenđerovine u kojem su živjeli Hrvati je potpuno uništen. Kuće i gospodarske zgrade Hrvata su spaljene ili minirane. Grobljanska kapela i groblje jako su devastirane.

## Stanovništvo

### 1991.
Nacionalni sastav stanovništva 1991. godine, bio je sljedeći:
ukupno: 259
- Hrvati - 125
- Muslimani - 103
- Srbi - 24
- ostali, neopredijeljeni i nepoznato - 7

### 2013.
Nacionalni sastav stanovništva 2013. godine, bio je sljedeći:
ukupno: 86
- Bošnjaci - 85
- Hrvati - 1